# Lyssomanes tarmae
Lyssomanes tarmae là một loài nhện trong họ Salticidae.
Loài này thuộc chi Lyssomanes. Lyssomanes tarmae được María Elena Galiano miêu tả năm 1980.